# ジョナサン・リテル
ジョナサン・リテル（Jonathan Littell, 1967年10月10日  – ）は、ユダヤ系アメリカ人小説家である。

## 経歴
父親はアメリカのスパイ小説作家ロバート・リテル。自身はフランス語でも作品執筆する。
1967年、ニューヨークで生まれた。その後パリなどに居住。
2006年、ゴンクール賞とアカデミー・フランセーズ賞の二賞を受賞した。
受賞作の長編『Les Bienveillantes』は、ホロコーストに関する議論が湧き上がる引き金となった。

## 受賞歴
- ゴンクール賞　2006年（Les Bienveillantesに対して）
- アカデミー・フランセーズ賞　2006年（Les Bienveillantesに対して）

## 邦訳作品
- 『慈しみの女神たち あるナチ親衛隊将校の回想』 上下、集英社、2011年3月

## 作品
- 1989 - Bad Voltage
- 2006 - Les Bienveillantes（ビヤンベイヤント）
(The Kindly Ones（優しい人々）, 2009)
　『慈しみの女神たち あるナチ親衛隊将校の回想』 上下、集英社、2011年3月
- 2008 - Le Sec et L'Humide
- 2008 - Études
- 2009 - Récit sur Rien